# قضامة

صحن قضامة يتوسط بعض الموالح

القضامة هي نوع من الوجبات الخفيفة مصنوعة من الحمص المحمص، وهي من الوجبات الشائعة جداً والشعبية في تركيا وفي دول بلاد الشام. وتحمص في بعض الأحيان مع الملح والتوابل الحارة أو القرنفل المجفف. من القضامة أنواع مغلفة بالحلوى.
للحمص المستخدم لعمل القضامة مواصفات توافق بعض المعايير النوعية الهامة مثل الشكل والحجم واللون ووقت الحصاد. فشكل الحمص وحجمه ولونه يختلف وفقاٍ لأصناف. عموماً، كبير الحبات منه (8 -9 مم وقطرها 30.0 -50.0 غرام من وزن 100 نواة) الفاتح اللون الأملس يفضل لصنع القضامة. أيضا، يجب أن يكون الحمص معطف البذور سميكة ويجب أن يكون بدن سهلة لإزالة حبات من خلال تجهيز القضامة. يؤثر وقت الحصاد في عملية تحضير الحمص وجودة المنتج النهائي. والتنظيف والفرز هي مراحل هامة من معاجلة القضامة نظراً لاختلاف حجم الحمص. المواد الدخيلة وكذلك غير المكتملة أو التالفة أو المنكمشة وكسر بذور الحمص تُزال في هذه العمليات لتحسين نوع المنتج.
من القضامة نوعان مختلفان كانا في الأناضول معروفين عدة قرون، وفي شمال إفريقيا والشرق الأوسط وأوربة، وبعض الدول الآسيوية عن طريق الشعب التركي نوع آخر منه معروف. تُنتج القضامة في تركيا بكمية كبيرة من القضامة وتُصدر. تنتج بعض دول الشرق الأوسط كميات صغيرة من القضامة أيضا. المنطقة الرئيسة المنتجة للقضامة هي كوريم. وعلاوة على ذلك، العديد من أنواع القضامة محلية التي تُنتج بكميات صغيرة جداً وتُستلهك في بعض المناطق من تركيا وتسمى اعتمادا على العملاء المحليين اجين، كوريم، وماردين .

## تاريخها
أصول القضامة تعود تاريخها إلى 1000-1300 سنة بعد الميلاد. وقد أُكلت منذ عهد في إیران. إلا أن الأدبيات المتصلة بأصل القضامة وتكوينها والقيمة الغذائية قليلة. وعلى الرغم من ذلك فإن القضامة نشأت أساساً في. إیران، والتفاصيل الدقيقة لإنتاج القضامة ليست معروفة جيداً.

## طريقة الصنع
تُداول طريقة صناعة القضامة من الآباء للأبناء، وتختلف طريقة التحضير والتحميص من مكانٍ لأخر ومن بلدٍ لأخر، وهي عموماً مختصرة كالتالي:
- التنظيف والغربلة.
- التحميص.

وأيضاً، يمكن تلخيص طريقة التحميص على الشكل التالي:
1. التنظيف والغربلة.
2. النقع.
3. الترييح (تسخين، راحة).
4. الغلي.
5. الترييح.
6. التحميص والتقشير.

## وصلات خارجية
- القضامة.. تائهة ما بين المكسرات والسكريات، الشرق الأوسط، السبـت 12 صفـر 1433 هـ 7 يناير 2012 العدد 12093	.